# Fiera internazionale del libro 2006
(Marcel Proust)

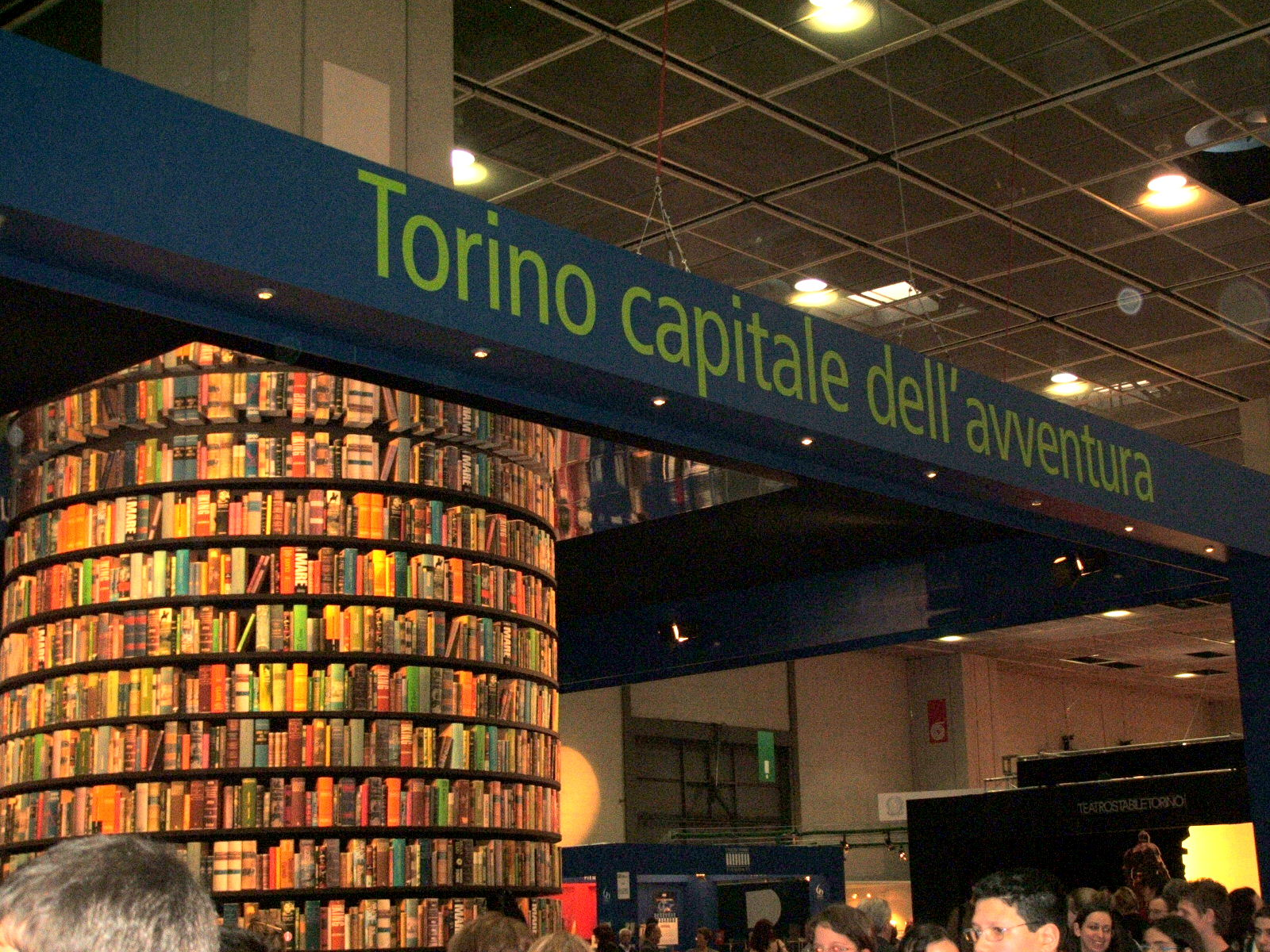
Lo stand con il tema dell'edizione 2006: l'avventura

La XIX Fiera internazionale del libro si è svolta al Lingotto di Torino dal 4 all'8 maggio 2006. Il motivo conduttore è stato quello dell'avventura, raccontata attraverso una serie di incontri su temi come letteratura, scienze, cinema e giornalismo. Nel corso della manifestazione si sono svolti oltre duemilacinquecento incontri tematici, con il coinvolgimento degli oltre milleduecento espositori.

## L'esposizione
L'area espositiva ha avuto una superficie di 46.000 m², articolata sui padigilioni 1, 2, 3 e 5 di Lingotto Fiere. Come già nel 2005, in contemporanea con la Fiera del Libro si sono tenute numerose iniziative legate al mondo dell'editoria, alcune delle quali esterne al Lingotto: i quartieri Borgo San Paolo, Spina Reale e Mirafiori sono diventati simbolicamente i padiglioni 6, 7 e 8. Sono intervenuti fra gli altri ai diversi eventi in programma Melania Mazzucco, Alessandro Perissinotto, Silvia Ronchey, Oliviero Beha, Assemblea Teatro, Margherita Oggero, Geronimo Stilton. Tutte queste iniziative sono state organizzate nell'ambito della programmazione di Torino Capitale Mondiale del Libro.

## Programma

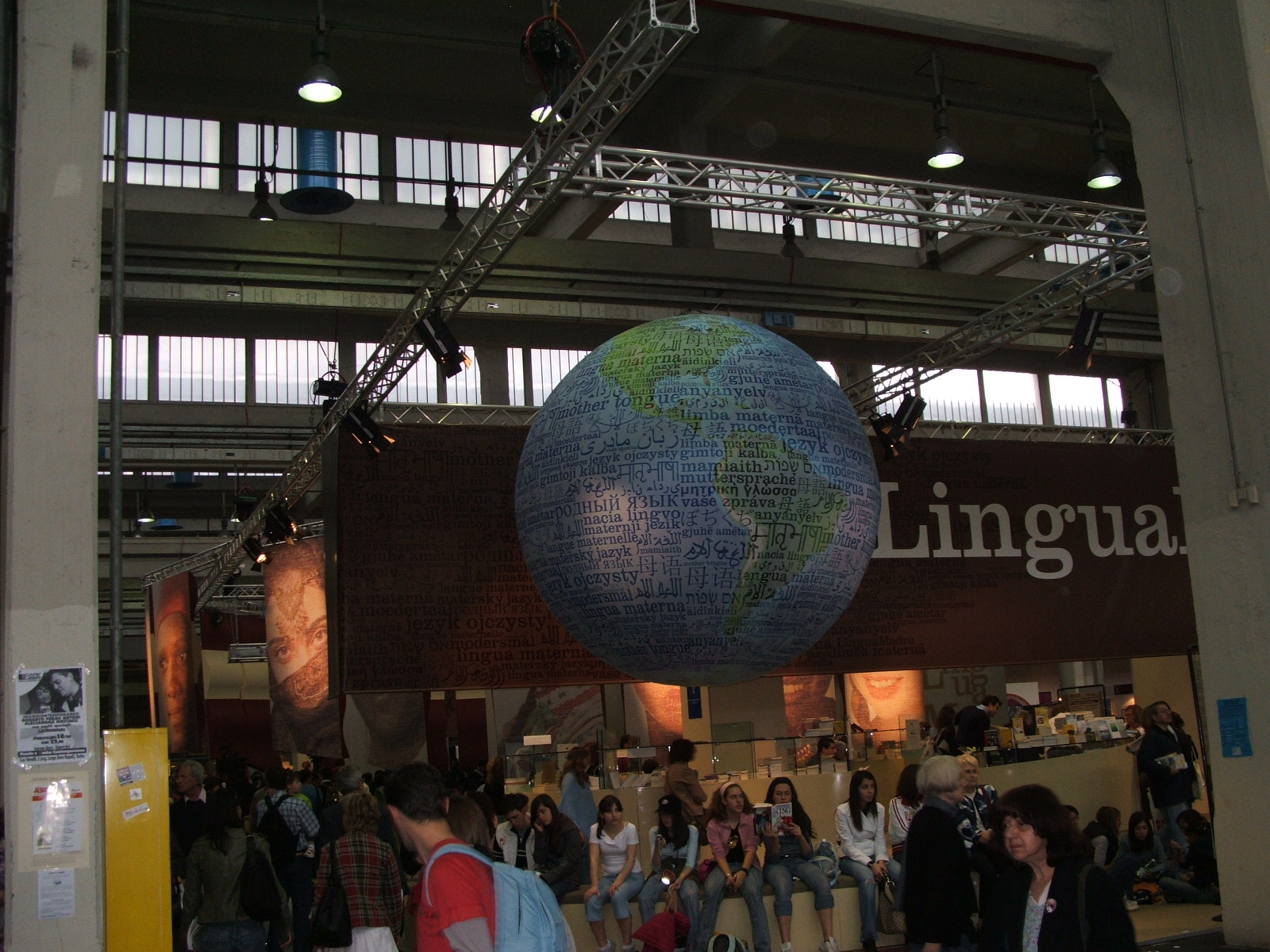
Lo stand Lingua Madre

Nei dibattiti svoltisi nell'ambito della fiera si è parlato delle avventure di inviati speciali come Ettore Mo, dei viaggi di Folco Quilici e di Mauro Corona. Verranno ricordati Tiziano Terzani, Ambrogio Fogar e Angelo d'Arrigo, l'uomo che voleva con le aquile. In campo scientifico, si è passati dai viaggi veri e propri di Darwin sul brigantino Beagle a quelli virtuali di Margherita Hack, Carlo Bernardini, e Piergiorgio Odifreddi. Si è parlato di viaggi anche nell'incontro "Il fascino del viaggio", con Mirella Tenderini, che ha presentato gli scrittori Natalino Russo, autore de La via di Santiago, e Claudia Berton, autrice de Frontiere di sabbia.
In campo umanistico, si sono avuti incontri con Claudio Magris e Gabriele Romagnoli. Giorgio Ficara ha raccontato le avventure di Giacomo Casanova e Valerio Massimo Manfredi quelle di Alessandro Magno. Una tavola rotonda sul Medioevo ha visto la partecipazione di Franco Cardini, Tullio Gregory, Claudio Leonardi, Enrico Menestò, Giuseppe Sergi. A discutere di avventure satiriche sono stati Mauro Cardinali, Stefano Disegni e Vauro.
Cristina Comencini, Davide Ferrario e Paolo Virzì hanno dal canto loro riferito delle loro avventure cinematografiche, mentre a centocinquant'anni dalla nascita di Sigmund Freud l'attore Paolo Bonacelli ha recitato l'intervista immaginaria di Edoardo Sanguineti al fondatore della psicanalisi. L'avventura nella fantascienza e nel fantasy è stata esplorata con l'americano Jonathan Carroll, mentre con Ernesto Olivero sono stati festeggiati i trent'anni di attività del Sermig e delle sue avventure dello spirito. Non potevano non essere affrontate anche le disavventure della finanza, delle quali si sono occupati Antonio Cianciullo, Richard Layard e Ermete Realacci. Nel medesimo ambito è stato presentato il libro di Guido Rossi Il gioco delle regole.

### Torino Capitale Mondiale del Libro
La fiera del libro 2006 ha celebrato l'inizio delle manifestazioni per Torino Capitale Mondiale del Libro. Dopo Alessandria d'Egitto, Madrid, Nuova Delhi, Anversa e Montréal, l'UNESCO ha nominato Torino Capitale Mondiale del Libro da aprile 2006 ad aprile 2007. La città di Roma, per aver sostenuto la candidatura torinese in concorrenza con quella di Teheran, ha collaborato nell'organizzazione dell'evento. Il programma delle manifestazioni era stato anticipato alla fiera con eventi, incontri, convegni, dibattiti, letture, momenti di spettacolo.

### La fiera dei ragazzi

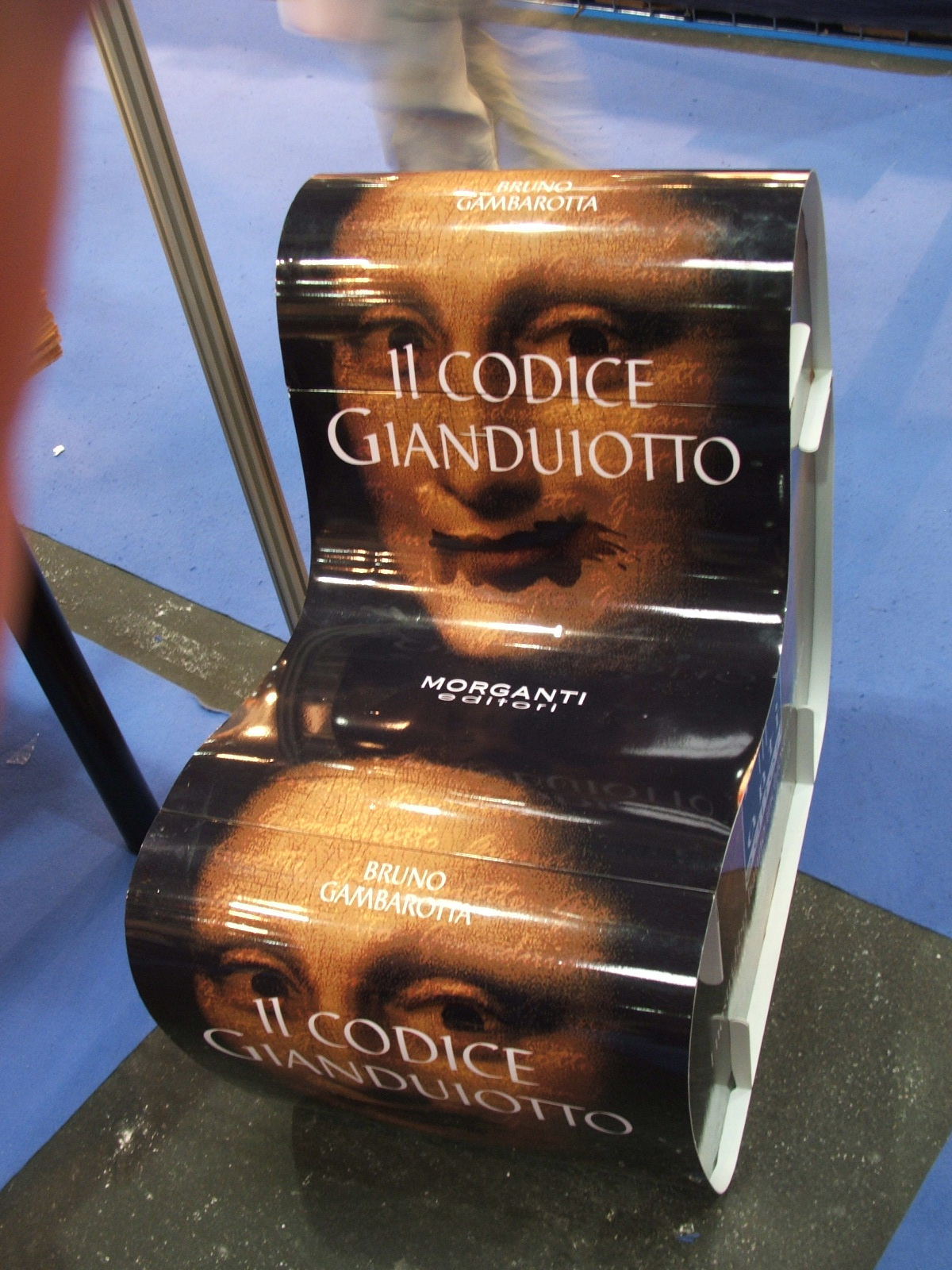
Il Codice Gianduiotto di Bruno Gambarotta, parodia del bestseller Il codice da Vinci, in presentazione alla Fiera internazionale del libro del 2006

Lo spazio ragazzi della Fiera del libro ha ospitato i consueti incontri, laboratori e giochi, più alcuni eventi speciali, legati alle iniziative di Torino Capitale Mondiale del Libro. I sessant'anni della Repubblica Italiana sono stati celebrati con una mostra, una serie di incontri con vari scrittori e con Luciano Violante. La scrittrice Lia Levi ha presentato il libro Giovanna e i suoi re, con una mostra che, a fiera conclusa, è stata trasferita al Museo diffuso della Resistenza. L'illustratore americano Brad Holland ha presentato una mostra a lui dedicata, incontrando il pubblico della Fiera. Tra gli altri illustratori che hanno animato lo spazio ragazzi si segnalano il francese Claude Ponti e il croato Svjetlan Junakovic.
Tra i numerosi altri incontri, vanno citati quelli con il meteorologo Luca Mercalli, l'attore e regista Moni Ovadia, gli scrittori Mino Milani e Teresa Buongiorno, Nicoletta Vallorani e altri. Si è svolta infine la quarte edizione di "Adotta uno scrittore", che prevedeva una serie di incontri tra le scuole del Piemonte e vari scrittori tra i quali Stefania Bertola, Gianni Farinetti, Yaounis Tawfik, Giuseppe Culicchia, Dario Voltolini, Enrico Remmert, Bruno Gambarotta e Alessandra Montrucchio.

## Paesi ospiti
Dopo l'anteprima del 2005, il Portogallo è tornato al Lingotto come Paese ospite d'onore. In questo quadro, si sono avuti incontri letterari, rassegne cinematografiche e concerti con la presenza di Mia Couto, Miguel Sousa Tavares, Joao de Melo, Gonçalo M. Tavares, Ruy Vieira Nery, Josè Eduardo Agualusa, Eduardo Lourenço, José Tolentino Mendonca. Il Premio Nobel José Saramago, inizialmente annunciato tra gli ospiti, ha dovuto rinunciare per problemi di salute.
È stato inoltre reso omaggio a Fernando Pessoa, in occasione dell'uscita presso Einaudi delle "Quartas", nella traduzione di Luciana Stegagno Picchio. Fra gli altri ospiti, il Brasile, con Paulo Coelho, Bernardo de Carvalho, Moacyr Scliar, Milton Hatoum, Boris Fausto, Dominio Proenca Filho, Alberto Mussa, e il cantautore Gilberto Gil, cantautore, anche ministro della cultura del suo Paese. Lo spettacolo ha visto la partecipazione di uno dei più grandi interpreti di Fado, Camané.

## Eventi

### Lingua Madre
Dopo il successo dello scorso anno, è stato riproposto come punto centrale della Fiera il progetto sviluppato con la Regione Piemonte "Lingua Madre", che porterà a Torino numerosi scrittori extraeuropei, accomunati dal lavoro innovativo sulla loro tradizione culturale. Per l'occasione sono stati presenti a Torino l'iraniano Hamid Ziarati, la guineana Aminata Fofana, l'algerino Amara Lakhous, che vivono attualmente in Italia; l'albanese Ornela Vorpsi, recente vincitrice del Premio Grinzane per gli esordienti, insieme con l'indiano Amitav Ghosh, i palestinesi Mahmoud Darwish e Murid al-Barghuti; il libico Ibrahim Al Koni, l'algerina Leïla Marouane, il turco Moris Fahri.
Altre presenze di rilievo quelle di Patricia Grace dalla Nuova Zelanda, Sindiwe Magona e Achmat Dangor dal Sudafrica, Paulina Chiziane dal Mozambico, Lavanya Sankaran e Pankaj Mishra dall'India, Pedro Juan Gutiérrez da Cuba, Shirley Krenak dal Brasile. Hanno partecipato infine scrittori francofoni, come il marocchino Tahar Ben Jelloun, la tunisina Lilia Zaouali e la libanese Venus Khouri Gata.
Oltre agli incontri letterari, si sono tenuti concerti con gruppi provenienti da tutto il mondo e legati dal linguaggio della contaminazione: i Tamburi del Vesuvio di Napoli, il quartetto d'archi femminile Euphoria, il quintetto francese manouche Bratsch, il gruppo bossa nova Irio De Paula Trio, il Fausto Mesolella Trio, il fisarmonicista ucraino Vladimir Denissenkov, la formazione neozelandese Haka the Legend, il pianista congolese Ray Lema, la cantante siberiana Sainkho Namtchylak. Alla chiusura ha preso parte Mauro Pagani, coautore di Fabrizio De André. La manifestazione è stata completata dallo spazio degustazione dell'Arena Piemonte e dalla premiazione del Concorso letterario nazionale Lingua Madre.

### International Book Forum e Book Film Bridge
Dal 4 al 6 maggio, parallelamente alla Fiera, si sono svolti l'International Book Forum, lo spazio internazionale riservato alla contrattazione tra autori e editori, e il Book Film Bridge, un mercato dei diritti audiovisivi che coinvolge il settore editoriale Rai Cinema, Rai Trade, la produzione indipendente italiana di cinema, documentari, animazione, il canale Cult Network Italia, produttori francesi, inglesi, spagnoli.

### In tram
Anche quest'anno in occasione della fiera si è svolta Torino Fahrenheit Tram, un percorso nel centro della città a bordo di uno storico tram (il n. 3203 del 1958) su cui si parla di libri con autori ed editori. Ogni giorno sono stati presentati quattro volumi, due per ogni corsa. L'itinerario, che attraversava il centro storico - da Piazza Castello ai Giardini Reali costeggiando il Parco del Valentino e la Gran Madre e attraversando Via Po - dura circa un'ora.

## Informazioni generali
- Sede: centro esposizioni Lingotto Fiere, Via Nizza 280, Torino.
- Orario di apertura: dal 4 all'8 maggio 2006 dalle ore 10 alle ore 22 (lunedì, giovedì e venerdì) e dalle 10 alle 23 (sabato e domenica)
- Ente organizzatore: Fondazione per il libro, la musica e la cultura - Via Santa Teresa, 15 - 10121 Torino